# Benoît Tréluyer
Benoît Tréluyer, född den 7 december 1976 i Alençon, är en fransk racerförare.

## Racingkarriär
Tréluyer inledde sin karriär i det franska F3-mästerskapet, där han blev trea 1999. Sedan flyttade han till Japan, där han tävlade i det japanska F3-mästerskapet säsongerna 2000 och 2001, där han avslutade som mästare.
Tréluyer fick därefter chansen i formel Nippon för Team Impul. Efter en mindre lyckad första säsong slutade han tvåa 2003, vilket han följde upp med en fjärdeplats 2004, en sjätteplats 2005 och en förstaplats 2006. Säsongen 2007 kom han tvåa och 2008 slutade han åtta. Sammanlagt vann Tréluyer 10 lopp i formel Nippon, innan han avslutade sin karriär inom serien 2009, för att enbart fokusera på Super GT.